# Куршинці
Куршинці (словен. Kuršinci) — поселення в общині Лютомер, Помурський регіон, Словенія. Висота над рівнем моря: 261,3 м.